# Klaus Egge

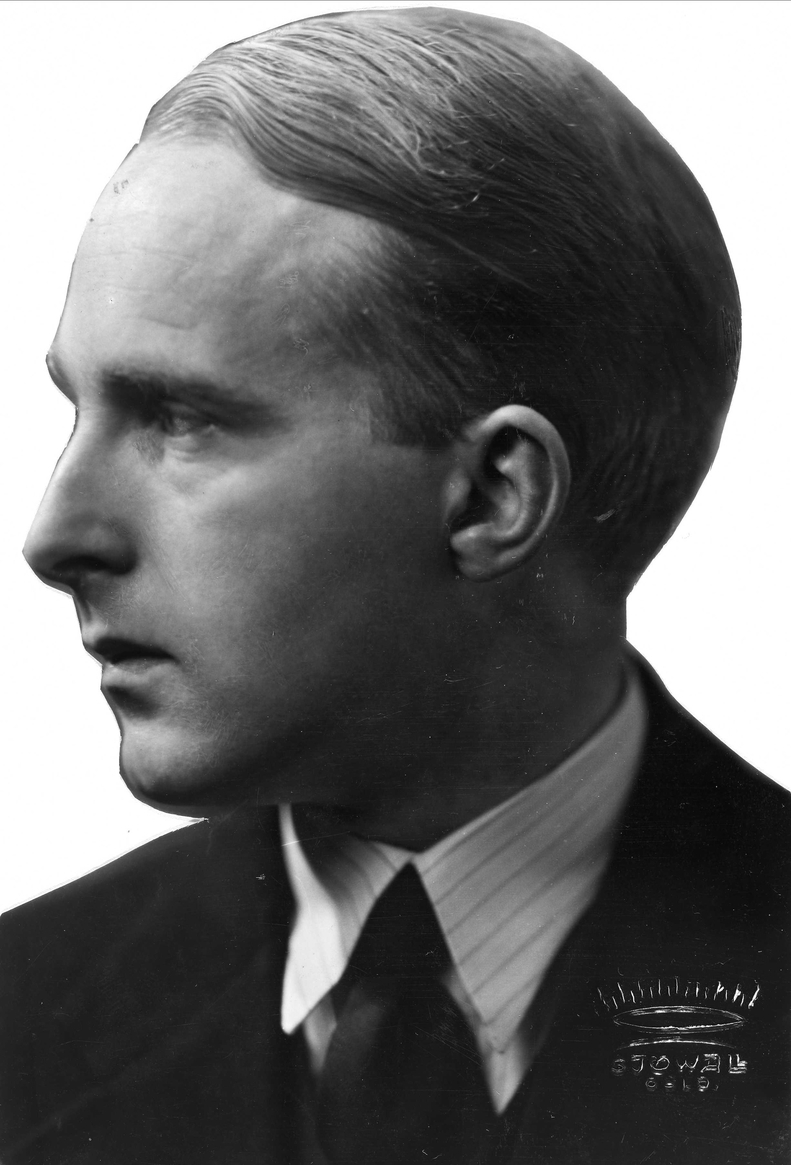
Klaus Egge

Klaus Egge (* 19. Juli 1906 in Gransherad in Telemark; † 7. März 1979 in Oslo) war ein norwegischer Komponist und Musikkritiker.

## Leben
Klaus Egge studierte am Musikkonservatorium in Oslo und machte sein Examen zum Organisten im Jahre 1929. Danach studierte er Komposition bei Fartein Valen. 1937 bis 1938 wurde er unter Professor Walter Gmeindl an der Musikhochschule in Berlin unterrichtet. Zwischen 1945 und 1972 war er Vorsitzender der Norsk Komponistforening. Zusätzlich war er Vorstandsmitglied im Nordisk Komponistråd und im International Music Council.
Seine Musik ist inspiriert von der norwegischen Volksmusik, entwickelte sich aber allmählich in eine modernere Richtung. Unter seinen großen Werken findet man fünf Sinfonien, drei Klavierkonzerte, ein Violinkonzert und ein Cellokonzert. Im Mittelpunkt seiner Kammermusik steht ein Streichquartett, ein Klaviertrio, zwei Bläserquintette, eine Violinsonate und viele Klavierwerke. Außerdem komponierte er zahlreiche Chorwerke und Lieder.

## Auszeichnungen
- Sankt-Olav-Orden
- 1970: Falkenorden

## Werke
- Konsert for klaver og orkester Nr. 1 Op 9 (1937)
- Sveinung Op 11(1940)
- Fjell-Norig:Symfonisk høgsong for dramatisk sopran og Orkester, Op 15(1941)
- Noreg-songen:Op 16 (utgitt 1952) (Arne Garborg)
- Synfoni Nr. 1:Lagnadstonar Op. 17(1942)
- Draumar i Stjernesnø, Op. 18(1944)
- Elkshugskvede Op.19 (1942) (Tore Ørjasæter)
- Konsert for klaver og orkester Nr. 2, Symfoniske variasjoner og fuge over en norsk folketoner,Op 21 (1944)
- Symfoni Nr. 2: Sinfonia Giocosa Op. 22 (1947)
- Konsert for violin og orkester Op. 26 (1953)
- Symfoni Nr. 3: Louisville Symphony Op. 28 (1958)
- Konsert for cello og orkester Op. 29 (1966)
- Symfoni Nr. 4: Sinfonia seiale sopra BACH -EGGE, Op. 30 (1967)
- Symfoni Nr. 5: Sinfonia dolce quasi passacaglia, Op. 31 (1969)
- Konsert for klaver og orkester Nr. 3 Op. 32 (1973)